# (Z)-スチルベン
(Z)-スチルベン（英語: (Z)-Stilbene）または、cis-スチルベン（英語: cis-Stilbene）は、ジアリールエテンの1つで、二重結合の両方の炭素原子にフェニル基がシス型で置換した炭化水素である。化合物名は、ギリシャ語で光るを意味するστίλβωに由来する。

## シス–トランス異性体
スチルベンには、(E)-スチルベンと(Z)-スチルベンの2つのシス–トランス異性体が存在する。(Z)-スチルベンは、立体障害を受けて芳香環が43°面外方向に移動し、共役系を妨げるため安定性が低下する。(Z)-スチルベンの融点は5～6℃であるが、(E)-スチルベンの融点は125℃である。

## 合成
(E)-ケイヒ酸の2位の炭素に結合している水素がフェニル基に置換された化合物を、脱炭酸することによって合成できる。

## 光反応
スチルベンはジアリールエテン類の中の最も単純な化合物であり、アゾベンゼン同様、紫外光の照射によりシス-トランス異性化を行う。